# Gerhard Friedrich (oficial)
Gerhard Friedrich (17 de outubro de 1909 - 8 de maio de 1945) foi um oficial alemão que serviu no Deutsches Heer durante a Segunda Guerra Mundial. Foi condecorado com a Cruz de Cavaleiro da Cruz de Ferro com Folhas de Carvalho.

## Condecorações
| Nome                                                             | Data                   |
| ---------------------------------------------------------------- | ---------------------- |
| Cruz de Ferro (1939) 2ª Classe                                   | 1 de dezembro de 1939  |
| Cruz de Ferro (1939) 1ª Classe                                   | 6 de setembro de 1940  |
| Distintivo da infantaria de assalto                              |                        |
| Medalha da Frente Oriental                                       | 28 de agosto de 1942   |
| Distintivo de Honra do Exército                                  | 19 de setembro de 1943 |
| Cruz Germânica em Ouro                                           | 10 de janeiro de 1944  |
| Cruz de Cavaleiro da Cruz de Ferro                               | 6 de abril de 1943     |
| Cruz de Cavaleiro da Cruz de Ferro com Folhas de Carvalho nº 642 | 3 de novembro de 1944  |